# Giovanni Trapattoni
Giovanni Trapattoni (phát âm tiếng Ý: [dʒoˈvanni trapatˈtoni], sinh ngày 17 tháng 3 năm 1939, thường được gọi là "Trap" hoặc "Il Trap", là một cựu cầu thủ và huấn luyện viên bóng đá người Ý, ông được xem là một trong những huấn luyện viên thành công công nhất trong lịch sử Serie A. Khi còn là cầu thủ ông từng là thành viên của đội tuyển Ý tham dự World Cup 1962.
Trapattoni từng là huấn luyện viên của Cộng hoà Ireland, dẫn dắt đội bóng vượt qua vòng loại EURO 2012 sau khi thất bại đáng tiếc ở vòng loại World Cup 2010 (thua trong trận play-off với đội tuyển Pháp bởi một bàn thắng được ghi sau pha chơi bóng bằng tay của Thierry Henry). Trapattoni cũng từng dẫn dắt đội bóng quê nhà Ý ở World Cup 2002 (giải đấu mà Ý bị loại sau thất bại ở vòng 2 trước đồng chủ nhà Hàn Quốc và Euro 2004 (bị loại dù cùng được 5 điểm như Đan Mạch và Thụy Điển nhưng thua kém hệ số đối đầu trực tiếp sau trận hoà 2-2 đầy tranh cãi giữa hai đội này ở lượt đấu cuối). Trapattoni cũng từng dẫn dắt nhiều câu lạc bộ ở châu Âu và cùng với Juventus ông là huấn luyện viên duy nhất từng giành tất cả các danh hiệu cấp câu lạc bộ ở châu Âu và trên thế giới .
Là một trong những huấn luyện viên nổi tiếng nhất lịch sử bóng đá, Trapattoni là một trong 5 huấn luyện viên, cùng với Ernst Happel, José Mourinho,Bela Guttmann và Tomislav Ivić đã giành chức vô địch quốc gia ở 4 đất nước khác nhau (10 lần). Cùng với Udo Lattek, ông là một trong hai huấn luyện viên duy nhất sưu tập đủ bộ 3 cúp châu Âu . Ông cũng là huấn luyện viên duy nhất giành chiến thắng ở tất cả các giải đấu cúp châu Âu và thế giới, đồng thời là người giành nhiều cúp UEFA nhất (3 lần).

## Danh hiệu
Trapattoni là một trong 5 huấn luyện viên (cùng với Ernst Happel, José Mourinho, Bela Guttmann, và Tomislav Ivic) đã giành chức vô địch quốc gia ở 4 đất nước khác nhau (10 lần): Ý, Đức, Bồ Đào Nha và Áo . Ông cũng là huấn luyện viên có nhiều danh hiệu quốc tế thứ 4 trên thế giới (đứng thứ 2 ở châu Âu) với 7 chiến thắng trong 8 trận chung kết, sau Carlos Bianchi, Alex Ferguson, và Manuel José de Jesus - đều có 8 danh hiệu. Trapattoni, cùng với Alex Ferguson là hai huấn luyện viên thành công nhất ở cúp châu Âu với 6 danh hiệu. Cùng với Udo Lattek, ông là một trong hai huấn luyện viên duy nhất sưu tập đủ bộ 3 cúp châu Âu . Ông cũng là huấn luyện viên duy nhất giành chiến thắng ở tất cả các giải đấu cúp châu Âu và thế giới, đồng thời là người dành nhiều cúp UEFA nhất (3 lần).

### Sự nghiệp cầu thủ
Milan
- Serie A (2): 1961-62, 1967-68
- Coppa Italia (1): 1966–67
- European Cup (2): 1963, 1969
- UEFA Cup Winners' Cup (1): 1967–68
- Cúp liên lục địa (1): 1969

### Sự nghiệp huấn luyện
Juventus
- Serie A (6): 1976–77, 1977–78, 1980–81, 1981–82, 1983–84, 1985–86
- Coppa Italia (2): 1978–79, 1982–83
- European Cup (1): 1984-1985
- UEFA Cup Winners' Cup (1): 1984
- UEFA Cup (2): 1977, 1993
- Siêu cúp châu Âu (1): 1984
- Cúp liên lục địa (1): 1985

Inter Milan
- Serie A (1): 1988–89
- Siêu cúp Italia: 1989
- UEFA Cup (1): 1991

Bayern Munich
- Bundesliga (1): 1996–97
- Cúp quốc gia Đức (1): 1997–98
- Cúp liên đoàn Đức (1): 1996–97

Benfica
- Vô địch quốc gia Bồ Đào Nha (1): 2004–05

Red Bull Salzburg
- Vô địch quốc gia Áo (1): 2006–07

Đội tuyển Cộng hoà Ireland
- Nations Cup (1): 2011

## Thống kê sự nghiệp huấn luyện
Tính đến ngày 1 tháng 6 năm 2012
| Đội bóng          | Quốc gia         | Từ                 | Tới                 | Tỉ lệ | Tỉ lệ | Tỉ lệ | Tỉ lệ | Tỉ lệ  |
| Đội bóng          | Quốc gia         | Từ                 | Tới                 | G     | W     | D     | L     | Win %  |
| ----------------- | ---------------- | ------------------ | ------------------- | ----- | ----- | ----- | ----- | ------ |
| Milan             | Ý                | 1974               | 1974                | 10    | 2     | 4     | 4     | 20     |
| Milan             | Ý                | 1975               | 1976                | 37    | 19    | 9     | 9     | 51.35  |
| Juventus          | Ý                | 1976               | 1986                | 300   | 163   | 97    | 40    | 54.33  |
| Internazionale    | Ý                | 1986               | 1991                | 230   | 126   | 59    | 45    | 54.78  |
| Juventus          | Ý                | 1991               | 1994                | 141   | 74    | 44    | 23    | 52.48  |
| Bayern Munich     | Đức              | 1994               | 1995                | 46    | 18    | 17    | 11    | 39.13  |
| Cagliari          | Ý                | 1995               | 1996                | 34    | 11    | 8     | 15    | 32.35  |
| Bayern Munich     | Đức              | 1996               | 1998                | 88    | 53    | 21    | 14    | 060,23 |
| Fiorentina        | Ý                | 1998               | 2000                | 68    | 29    | 20    | 19    | 42.65  |
| Italia            | Ý                | 6 tháng 6 năm 2000 | 15 tháng 7 năm 2004 | 44    | 25    | 12    | 7     | 56.82  |
| Benfica           | Bồ Đào Nha       | 5 tháng 7 năm 2004 | 31 tháng 5 năm 2005 | 50    | 28    | 10    | 12    | 056,00 |
| Stuttgart         | Đức              | 2005               | 2006                | 28    | 10    | 12    | 6     | 035,71 |
| Red Bull Salzburg | Áo               | Tháng 5 2006       | 30 tháng 4 năm 2008 | 84    | 46    | 19    | 19    | 54.76  |
| Cộng hoà Ireland  | Cộng hòa Ireland | 1 tháng 5 năm 2008 | nay                 | 44    | 20    | 16    | 8     | 045,45 |
| Total             | Total            | Total              | Total               | 1.204 | 624   | 348   | 232   | 051,83 |